# 박신혜
박신혜(朴信惠, 1990년 2월 18일~)는 대한민국의 배우이다.

## 생애
박신혜는 1990년 2월 18일 광주광역시 남구 양림동에서 1남 1녀 중 막내로 태어났다. 중학교 재학 시절 연예계 데뷔를 하면서 서울특별시로 이주하였다. 어린 시절 이승환의 팬이었던 공부방 선생님들이 뮤직비디오에 출연할 배우 오디션을 한다는 소식을 듣고 박신혜의 사진을 드림팩토리에 보내게 되었다. 그 후 이승환이 대표로 있는 드림팩토리에 들어가게 되었고, 연기, 노래, 댄스 트레이닝을 받았다.
초중고를 졸업한 후 연기 전공을 하고자 중앙대학교 수시 2학년 1학기 모집에서 미디어공연영상대학 연극영화학부 연극(연기) 전공에 응시하여 합격해 2008년 입학했다. 2016년 2월 15일, 8년만에 예술대학 학위를 수여 받고 졸업했다. 본래 경찰을 꿈꾸었어서 취미는 러시아 무술인 삼보를 오래 수련하였으며 다른 취미는 볼링이다.

## 경력

### 2003-2008: 초기 경력
박신혜는 2001년, 이승환의 7집 앨범 타이틀곡 〈사랑하나요〉 뮤직 비디오로 출연하며 데뷔하였다. 이후 2003년에도 이승환의 〈꽃〉 뮤직 비디오에 출연하며 얼굴을 알린 박신혜는 당초 배우지망생이 아닌 가수를 꿈꾸는 연습생이었다. 하지만 우연한 기회에 오디션을 본 2003년 12월 첫 방영된 드라마 《천국의 계단》에서 최지우의 아역인 한정서 역을 맡아 브라운관에 데뷔하였다. 이 작품에서 그녀는 14살 이제 막 중학교에 입학한 어린 소녀라고 믿을 수 없을 정도로 싱그럽고 풋풋한 첫사랑 감정을 첫 연기라고 믿을 수 없을 정도로 출중한 연기를 선보이며, 안방극장의 뜨거운 사랑과 지지를 받았고 그 당시 이례적으로 아역들의 분량이 1회 늘어나기도 했다. SBS 연기대상 아역상을 수상하였다. 당시 연출을 맡은 이장수 감독은 박신혜에 대해 다음과 같이 말했다.
| “ | “(박신혜씨 연기를) 정말 잘해요. 연기한 걸 직접 한 번 봐야하는데…우리나라 배우들이 자질이 정말 뛰어나다는 걸 신혜를 보면 느낄 수 있어요. 비록 신인이지만 잘 할 것으로 봐요” | ” |
|   | — MBN스타 2016년 7월 8일자 기사 중 |   |

박신혜는 이후 단막극 《드라마시티 - 첫차를 기다리며》(2004), 《베스트극장 - 베리 메리 크리스마스》(2004), 《새 아빠는 스물 아홉》(2005)와 《베스트극장 - 어느 멋진 날》(2005), 《드라마시티 - 키다리 아저씨》(2005)와 시트콤 《혼자가 아니야》(2004-05), 《귀엽거나 미치거나》(2005)에 출연하며 배우로서 연기력을 다져 나갔다. 2004년부터 2005년까지 박신혜는 사전 제작 된 퓨전 사극 드라마 《비천무》에 캐스팅 되어 중국 로케 촬영하였다. 그리고 2006년 2월, SBS가 야심차게 기획한 한일 합작 드라마 《천국의 나무》에서 여주인공 하나 역에 캐스팅 되었고, 《천국의 계단》에서 그녀를 발탁했던 이장수 감독은 여주인공으로 고등학생이었던 박신혜를 또다시 발탁했다. 같은 해 4월, 영화 《도마뱀》으로 첫 스크린 데뷔를 하였다. 이듬해, 2007년 황인뢰 감독은 드라마 《비천무》의 제작 현장에서 눈여겨본 박신혜에게 드라마 《궁S》의 귀족 소녀 신세령 역으로 캐스팅했으나 이 드라마는 전작과 달리 진부한 내용과 설정으로 흥행에는 크게 실패하였다. 같은 해 5월 개봉된 호러 영화 《전설의 고향》과 드라마 《우리를 행복하게 하는 몇 가지 질문》에 출연했다. 7월부터 방영된 드라마 《깍두기》에서는 절에서 자란 여주인공 장사야 역을 맡아 지금까지 고수해왔던 긴 머리카락을 짧게 자르는 등 파격 변신을 하였다. 박신혜는 2007년부터 2008년까지 예능 프로그램 《환상의 짝꿍》의 진행을 맡아 MBC 방송연예대상 쇼버라이어티부문 여자신인상을 수상했다.

### 2009-2015: '미남이시네요'와 '상속자들', 한류 스타로 발돋음
박신혜는 2009년, 드라마 《미남이시네요》로 이후 1년 반만에 브라운관에 복귀하였다. 극중 속세와 차단된 수녀원을 나와 쌍둥이 오빠 고미남을 대신해 비밀과 가십, 계산과 계약으로 움직이는 연예계에서 살아 나가는 고미녀 역을 연기하며 배우 인생 전환점을 맞이했고, 일본 및 중화권에서도 인지도를 높히며 한류 퀸으로 큰 인기를 끌기 시작했다. 나중에 박신혜는 인터뷰에서 “성인이 돼 처음 한 작품으로, 아역이 아닌 ‘박신혜’라는 한 여배우의 시작을 알리게 해준 작품”이라고 ‘미남이시네요’에 대해 말했다. 이듬 해, 2010년 박신혜는 로맨틱 코미디 영화 《시라노; 연애조작단》에서 연애 조작 요원 오민영 역을 맡아 엄태웅, 이민정, 최다니엘과 공연하며 영화는 260만명의 관객수를 동원하며 많은 사랑을 받았다. 박신혜는 사전 제작 된 대만 드라마 《선풍관가 旋風管家》에서 샤오즈 역을 맡아 출연하였고, 2011년 방영되었다.
박신혜는 2011년 드라마 《넌 내게 반했어》에서 가야금을 전공하는 상큼한 여대생 이규원 역을 연기해, 정용화와 다시 공연했다. 예술대학을 배경으로 풋풋한 청춘의 사랑과 우정을 그려내겠다는 취지로 시작 됐지만 연이은 시청률 부진으로 15회로 조기 종영 되었다. 이듬 해, 2012년에는 단막극 《KBS 드라마 스페셜 - 걱정마세요 귀신입니다》에서 본인이 귀신이란 걸 자주 망각하는, 사람보다 더 사람같은 생기 넘치는 귀신 연화 역을 연기해 호평을 받아 KBS 연기대상 단막극 여자연기상을 수상했다. 박신혜는 2013년 초 개봉되어 역대 여덟 번째로 천만 관객을 돌파한 영화 《7번방의 선물》에 성인 예승 역을 연기했다. 같은 해 1월 첫방영된 로맨틱 코미디 드라마 《이웃집 꽃미남》에서 사람 만나길 두려워 하는 히키코모리 고독미 역을 연기했고, 제 나이와 성격에 어울리는 밝고 씩씩한 여대생의 매력을 드러내기 시작했다. 박신혜는 코오롱스포츠 40주년을 기념하여 제작 된 '웨이 투 네이처 필름 프로젝트 단편 영화 《사랑의 가위바위보》에 출연하였다.

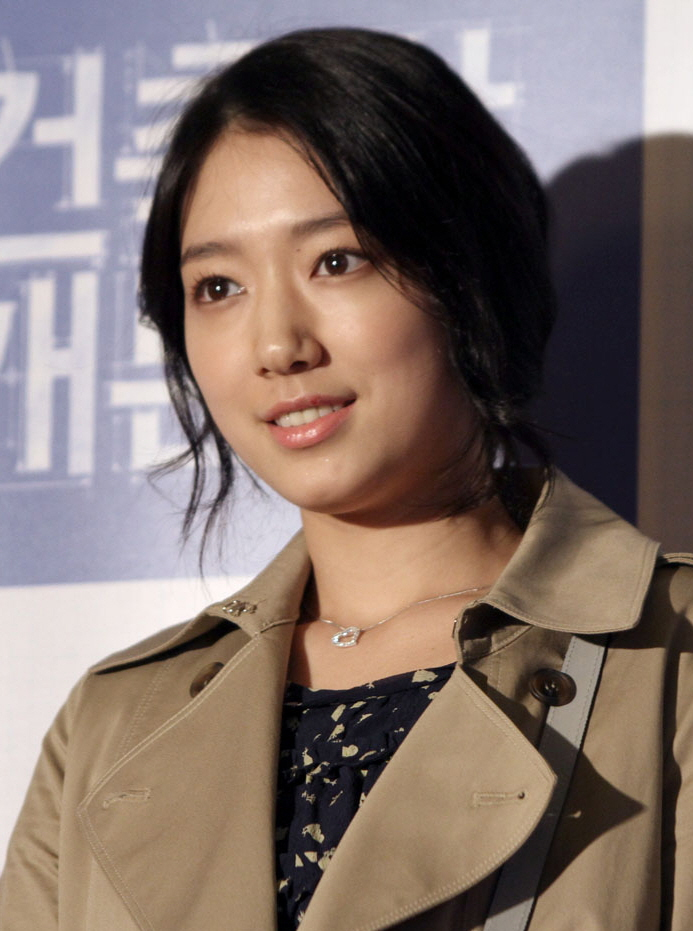
2012년 3월, 박신혜

박신혜는 이후, 2013년 10월부터 방영된 하이틴 로맨스 드라마 《상속자들》에서 가난하지만 당당한 여고생 차은상 역을 맡아 성인 연기자로 이미지 변신에 성공하였다. 이 작품을 통해 국내를 넘어 아시아권에서도 크게 인기를 끌면서 여배우 최초로 ‘Dream of Angel’라는 타이틀의 아시아투어를 하는 등 부동의 인기를 누리는 한류스타로서 입지를 다졌다. SBS 연기대상 중편드라마부문 여자우수연기상, 베스트 커플상, 10대스타상 3관왕을 수상했다.
박신혜는 2014년 11월부터 방영된 드라마 《피노키오》에 캐스팅 되어 《천국의 나무》 PD였던 조수원 감독과 9년만에 재회하게 됐다. 이 작품은 방송국 사회부 기자들의 삶과 24시간을 함께 하며 전쟁같이 보내는 이들이 설레는 관계로 발전해가는 풋풋한 청춘을 그린 드라마로 박신혜는 거짓말을 하면 딸꾹질을 하는 가상의 증후군인 '피노키오 증후군'을 앓고 있는 최인하 역을 연기하였고, 실제 사회부 기자들의 실상이나 문화를 현실적으로 잘 반영해 호평을 받았다. 박신혜는 SBS 연기대상 중편드라마부문 여자최우수연기상과 베스트 커플상, 10대스타상 3관왕을 수상했다. 또한 제51회 백상예술대상 TV부문 여자최우수연기상 후보에 올랐으며, 지난 2011년부터 2015년까지 5년 연속 인기상을 수상하는 대기록을 세웠다. 같은 해 12월, 개봉된 사극 영화 《상의원》에 왕비 역을 연기하였다.

### 2016-현재

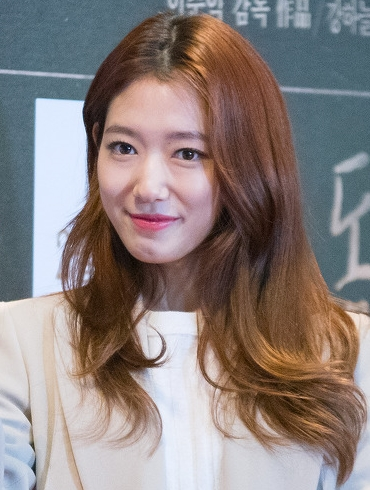
2016년 2월, 박신혜

2016년 6월, 첫 방영된 메디컬 드라마 《닥터스》에 캐스팅 된 박신혜는 학창시절 무기력한 반항아에서 사랑이 충만한 국일병원 신경외과 펠로우 의사로 성장하는 유혜정 역을 맡아 한층 더 발전한 연기력을 선보였고, 드라마는 최고 시청률 21.3%의 높은 시청률을 기록하며 많은 사랑을 받으며 따뜻한 감성 드라마로 호평을 받았다. 연출을 맡은 오충환 감독은 제작발표회 당시 박신혜에 대해 “촬영장 공식 명칭이 ‘우리 신혜’다. 오전, 오후로 미담을 만들어 내고 있다. 처음으로 내가 열심히 해서 배우를 잘 되게 만들어 주고 싶다는 생각을 했다. 연기도 좋고 인성도 좋다”고 말했다. 박신혜는 연말 SBS 연기대상 장르&판타지드라마부문 여자최우수연기상, 10대스타상 3관왕을 수상했우며, 제53회 백상예술대상 TV부문 여자최우수연기상 후보에 올랐다. 이 작품을 통해 박신혜는 20대 여배우 중 가장 주목 받는 한류 스타이자 대표하는 ‘흥행배우’로 성장하였다. 2016년 11월 개봉된 코미디 영화 《형》에서 국가대표급 오지랖 유도코치 이수현 역을 연기했다.
박신혜는 2017년, 정지우 감독의 영화 《침묵》에서 변호사 최희정 역을 연기했다. 영화는 약혼녀가 살해당하고 그 용의자로 자신의 딸이 지목되자, 딸을 무죄로 만들기 위해 자신만의 방식으로 사건을 쫓는 남자 ‘임태산’의 이야기를 그린 작품으로 2017년 11월 개봉을 앞두고 있다. 박신혜는 2017년 6월부터는 지난 2013년 첫 투어 이후 4년만에 2017 아시아투어의 첫 스타트 무대를 홍콩에서 성황리에 마쳤으며, 이번 아시아투어는 올 해로 네 번째로 투어 수익금 전액은 기아대책에 기부되었다. 이외에도 대만, 필리핀, 일본, 싱가포르, 태국에서도 열렸다.

## 학력
- 광주학강초등학교 (졸업)
- 영파여자중학교 (졸업)
- 영파여자고등학교 (졸업)
- 중앙대학교 공연창작학부 연극전공 08학번 (졸업)

## 가족
- 남편 최태준
- 아들 최주원(2022년 5월 31일생)

## 자선 활동
박신혜의 가족은 5대째 독실한 크리스천으로, 어린 시절부터 교회에서 주최하는 해비타트 집 짓기 봉사에도 자주 참석해왔고, 성인이 된 후에는 생일이 돌아오면 가족과 함께 '밥퍼'라는 봉사를 꾸준히 하고 있다고 한다.
박신혜는 매년 팬미팅 수익금을 현지 NGO나 사회단체에 기부해오고 있다. 2007년, 박신혜는 드라마 《우리를 행복하게 하는 몇 가지 질문》의 순수제작비를 제외한 작가, 연출자, 연기자들의 원고료와 연출료 및 출연료 전액 등의 수익금을 NGO 단체를 기부하는 것에 동참했었다. 2012년에는 한국 공식팬클럽 ‘별빛천사’와 함께 한 한국 팬미팅 티켓 판매금 전액을 팬들과 대표적인 NGO 단체 ‘기아대책’에 기부하며, 박신혜가 봉사를 다녀온 아프리카 가나의 별빛 천사 마을을 위해 후원하였다. 같은 해 7월, 드라마 《넌 내게 반했어》의 후지TV 방송을 기념해 정용화와 함께 7월 15일과 16일 두 차례에 걸쳐 열린 팬미팅 행사를 성공으로 마쳤고, 팬미팅 수익의 일부를 국제기아대책기구를 통해 동일본대지진의 지원금으로 기부했다. 2013년 일본 팬미팅 후에는 기아대책 일본지붕에도, 필리핀 팬미팅의 수익금도 현지에 되돌려 한류의 이미지 제고에 앞장서오고 있다. 같은 해 1월, 드라마 《이웃집 꽃미남》 제작발표회에서 팬들에게 받은 쌀 화환을 나눔의 집에 기부했고, 같은 해 2월, 한국 팬미팅 수익 전액과 일본 팬미팅 수익 일부를 기아 대책에 기부했다. 4월에는, 서울 영등포 타임스퀘어 CGV 스타리움에서 영화 《사랑의 가위바위보》의 쇼케이스 행사에 참석한 박신혜를 응원하기 위해 일본 팬클럽과 공식 팬클럽 회원들은 쌀 화환 520kg과 공식 팬클럽은 '별빛천사는 사랑의 가위바위보를 응원합니다'라는 등의 메시지를 적은 쌀 화환을 보내고, 이날 받은 쌀 화환 520kg은 박신혜가 지정하는 기부처로 전달돼 어려운 이웃을 위해 기부 되었다. 6월 24일, 영화 《사랑의 가위바위보》의 청각장애인을 위한 한국어 대사와 해설 자막, 시각장애인을 위시·청각 장애인들도 비장애인과 함께 영화를 감상할 수 있게 제작한 배리어프리 버전 녹음을 진행했고, 박신혜는 영화의 앞부분에 내레이터로 재능 기부에 참여했다.
박신혜는 또한 2011년부터 기아대책 홍보대사로 활동, 서부 아프리카 가나에 있는 결연아동 아반네를 결연후원 해오고 있으며 팬들과 해외 빈곤국에 센터 세우는 일에 동참했다. 국내외 팬들과 전 세계 빈곤국가 아이들의 교육적, 정서적 지원을 위한 ‘별빛천사마을’ 만들기 프로젝트를 진행해왔다. 1호 센터로 서부 아프리카 가나 ‘신혜센터(Shin Hye Center)’가 2013년 11월 완공되어 5백여 명의 학생들이 이용하고 있다. 2014년에는 세월호 희생자 가족을 위해 희망브리지 전국재해구호협회를 통해 5,000만원을 기부했다. 또한 자신의 SNS 트위터 프로필 사진을 노란리본 사진으로 변경, 노란리본 캠페인에도 동참했다. 2015년, 박신혜는 ‘2015 Dream of Angel’ 타이틀로 아시아투어에 나섰고, 상해 팬미팅 수익을 NGO 단체 ’기아대책’의 별빛천사마을 만들기와 중국의 유기동물 보호단체 ‘타소원’에 기부했다. 4월, 박신혜는 큰 피해를 입은 네팔 국민들을 위해 국제구호단체 기아대책을 통해 3,000만원을 기부했다. 2016년 7월, 박신혜는 아프리카 가나의 신혜센터에 이어 필리핀 마닐라에 신혜센터의 건립을 진행했다. 이에 박신혜와 소속사 솔트 엔터테인먼트 직원들은 센터건립에 앞서 필리핀 쌈빨록 지역의 아이들과 1:1 결연을 맺었고, 지난 3월 박신혜는 필리핀의 결연아동의 집을 직접 방문하고 아동결연센터 아이들과 함께 즐거운 시간을 가지며 센터 건립에 앞서 건축기념식을 가졌다.
2016년 12월, 박신혜는 희망브리지 전국재해구호협회를 통해 대구 서문시장 화재피해 이웃돕기를 위해 5천만 원을 기부한데 이어 밥상공동체복지재단을 통해서도 5,000만 원을 기부했다.